# Schloss Monte Christo

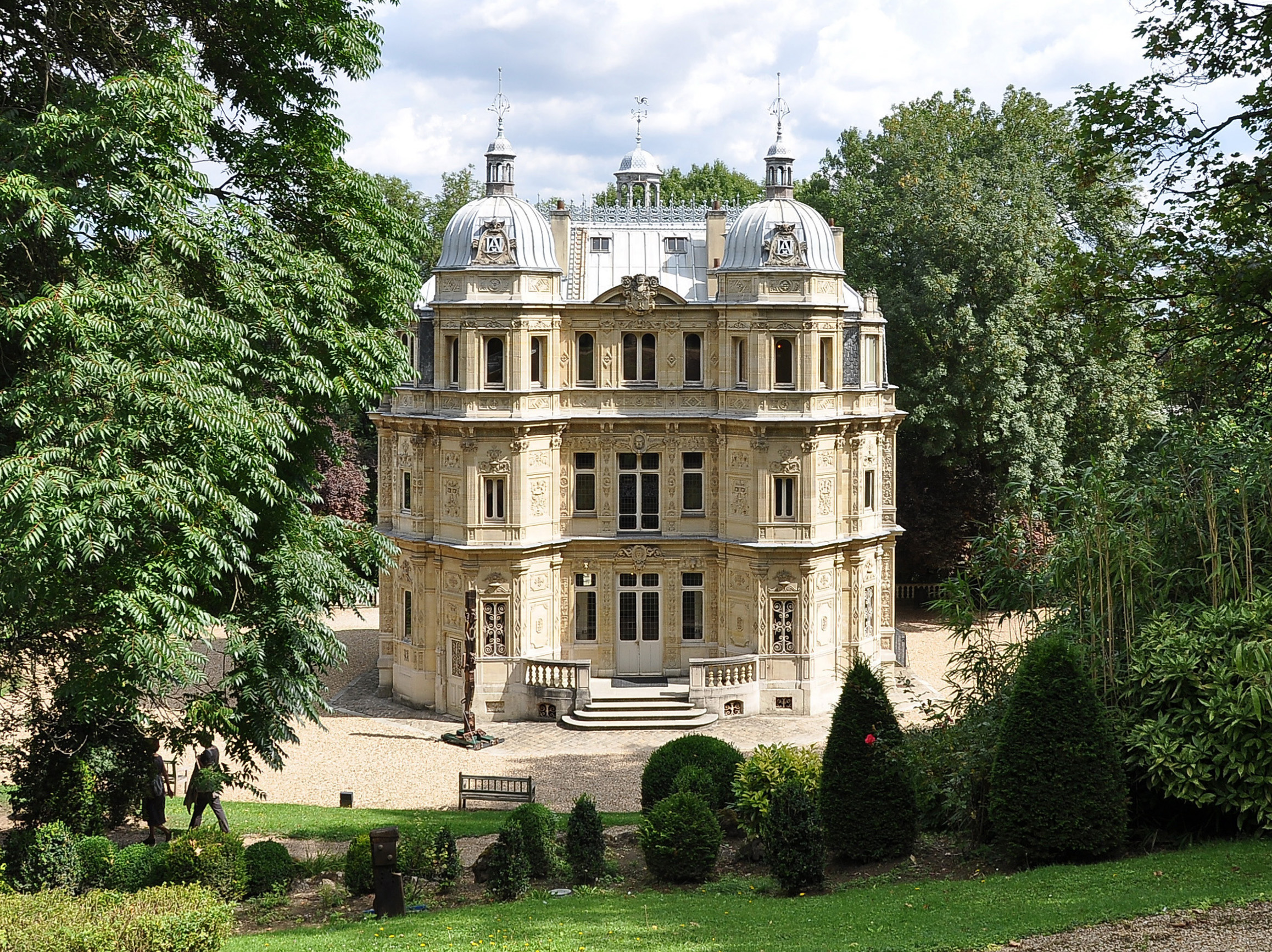
Schloss Monte Christo, Eingangsfassade

Das Schloss Monte Christo (französisch Château de Monte-Cristo) ist ein kleines Schloss, das sich der Schriftsteller Alexandre Dumas im zweiten Viertel des 19. Jahrhunderts in Le Port-Marly (Yvelines) erbauen ließ. Nach langwierigen Restaurierungen in den 1970er bis 1990er Jahren ist es seit Juni 1994 für Besucher geöffnet.
Schon seit 1975 standen Teile des Schlosses als Monument historique unter Denkmalschutz. Der dazugehörige Schlosspark wurde am 3. November 1987 in die Denkmalliste aufgenommen. Am 5. Juli 2016 erfolgte die Unterschutzstellung des gesamten Anwesens.

## Geschichte

Schloss Monte Christo um das Jahr 1907

Der große finanzielle Erfolg seiner Romane Die drei Musketiere und Der Graf von Monte Christo ermöglichte es Alexandre Dumas, beim Ort Le Port-Marly ab 1844 nach und nach ein insgesamt neun Hektar großes Waldgrundstück zu kaufen und darauf für sich ein kleines Schloss im Stil der Neorenaissance als ruhige Wohn- und Arbeitsstätte errichten zu lassen. Die Pläne dazu lieferte der französische Architekt Hippolyte Durand. Der Name des Neubaus orientierte sich an Dumasʼ neuestem Roman Der Graf von Monte Christo. 1845 war Baubeginn, und nur eineinhalb Jahre später war das Projekt 1846 bereits fertiggestellt. Am 25. Juli 1847 fand die feierliche Einweihung im Beisein von 600 Gästen statt. Dies war die erste große Veranstaltung in einer Reihe von Festen und Gesellschaften, die Dumas regelmäßig auf seinem Anwesen gab. Aufgrund seiner horrenden Schulden war er am 22. März 1849 jedoch dazu gezwungen, Schloss Monte Christo für nur 31.000 Francs an Jacques-Antoine Doyen zu verkaufen, obwohl ihn der Bau mehrere hunderttausend Francs gekostet hatte. Nur wenige Monate später musste Dumas auch das wertvolle Mobiliar des Schlosses verkaufen. Zwar durfte er dort wohnen bleiben, floh aber 1851 vor seinen immer noch hohen Schulden nach Belgien. 1857 gelangte das Anwesen an einen Herrn Fowler. 1894 erwarb es ein Herr Fontaine, ehe es 1939 die Société civile immobilière (SCI) erwarb. Ab 1954 vermietet sie es an die British School of Paris.
Verwahrlost und heruntergekommen sollte das Schloss Ende der 1960er Jahre abgerissen werden, um einem Wohnhausprojekt Platz machen. Der Historiker Alain Decaux veröffentlichte daraufhin 1970 einen Artikel in der Zeitung Le Figaro, der sich für den Erhalt des Schlosses einsetzte. Gemeinsam mit der im selben Jahr gegründeten Société des Amis dʼAlexandre Dumas (deutsch Gesellschaft der Freunde Alexandre Dumasʼ) konnten Decaux und Georges Poisson die Öffentlichkeit auf den Fall aufmerksam machen. Das führte dazu, dass keine Abrissgenehmigung erteilt wurde und sich die Gemeinden Le Port-Marly, Marly-le-Roi und Le Pecq zu einem Syndikat zusammenschlossen, das die Schlossanlage 1972 mitsamt dem Park kaufte. Als erstes wurde anschließend ab 1975 ein Château dʼIf genanntes Gebäude im Schlosspark restauriert. Das Ende dieser Arbeiten konnte 1983 mit 10.000 Besuchern gefeiert werden. Durch die Unterstützung des marokkanischen Königs Hassan II., der ein großer Dumas-Fan war, konnte 1985 eine Zentralheizung im Schloss installiert und das Erdgeschoss sowie die erste Etage instand gesetzt werden. Dabei wurden der sogenannte Maurische Salon und das Maurische Zimmer durch marokkanische Kunsthandwerker komplett restauriert. In der Zeit von 1990 bis 1994 folgte eine weitere große Restaurierungskampagne, ehe das Schloss im Juni 1994 als Interieurmuseum seine Pforten für Besucher öffnete. Die Ausstellung ist Alexandre Dumas und seinem Werk gewidmet. Heute finden dort zudem kulturelle Veranstaltungen wie Feste, Theateraufführungen und Ausstellungen statt.
2015 bis 2016 liefen erneut Restaurierungs- und Instandsetzungsmaßnahmen, die vor allem das Schloss vor eindringender Feuchtigkeit schützen sollen. Zusätzlich wurde das Wassersystem im Schlosspark überholt. Die Kosten für die Maßnahme beliefen sich auf über 900.000 Euro.

## Beschreibung

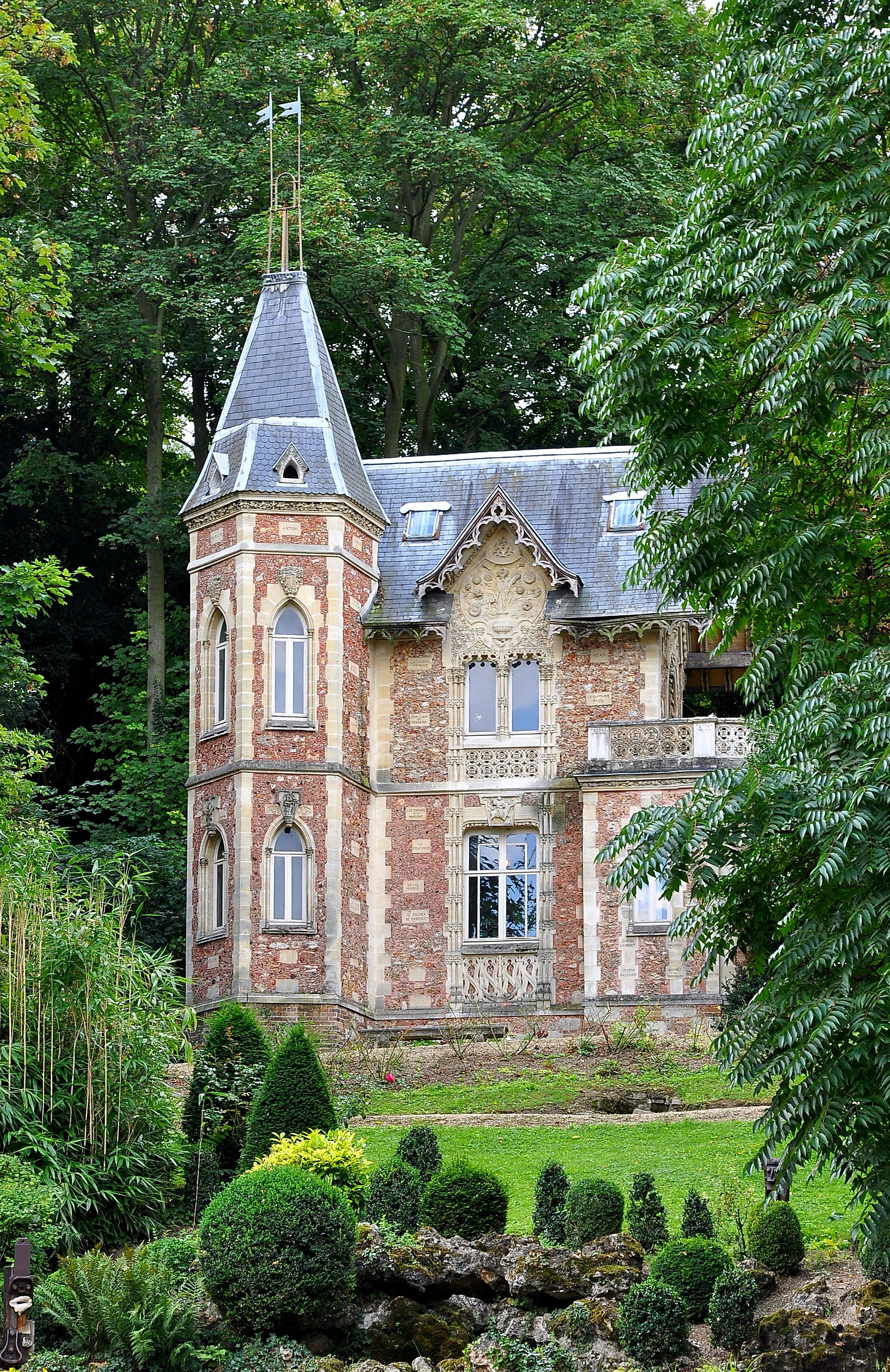
Das Château dʼIf südwestlich des Schlosses

Die Schlossanlage liegt im Nordwesten der Gemeinde in unmittelbarer Nähe zur Nationalstraße 13. Das Anwesen besteht aus dem Hauptschloss, einem kleinen, westlich davon stehenden schlossähnlichen Gebäude und einem neun Hektar großen Schlosspark nach englischen Vorbildern. Im Park gibt es künstliche Grotten, ein Heckenlabyrinth, Brunnen und Kaskaden, die von mehreren natürlichen Quellen gespeist werden. An Pflanzen wachsen dort alte Lärchen, Tannen, Eichen, Birken sowie Hainbuchen und Linden.
Das Hauptschloss ist ein dreigeschossiges Gebäude im Stil der Neorenaissance mit rechteckigem Grundriss. An der südwestlichen Eingangsfassade stehen zwei polygonale Türme, die risalitartig aus der Mauerflucht hervorspringen. Sie sind von einer Haube mit Laterne und den Initialen Alexandre Dumasʼ abgeschlossen. Ein ähnlicher Turm steht auch in der Mitte der nordöstlichen Langseite des Gebäudes. Die Fassaden des Schlosses sind reich mit Skulpturendekor versehen. Als Motive finden sich Blumen, Engel, Musikinstrumente und Tiere. Über den größeren Fenstern hängen Porträtmedaillons von Schriftstellern und Dichtern, die Dumas verehrte; darunter Shakespeare, Homer, Dante, Vergil und Goethe. Über dem Hauptportal findet sich das Porträt des Bauherrn, das von dem Bildhauer Choiselat Ambroise gefertigt wurde. Der kleine segmentbogige Giebel zeigt das Wappen von Dumasʼ Vorfahren, der Familie Davy de la Pailleterie, und das persönliche Motto des Schriftstellers: Jʼaime qui mʼaime (deutsch Ich liebe, wer mich liebt).
Im Inneren sind heute einige Räume im Erdgeschoss und ersten Obergeschoss als Interieurmuseum eingerichtet, darunter ein Boudoir, das Zimmer des Hausherrn, Gästezimmer und Salons. Jedoch sind die Möbel und Einrichtungen nicht mehr original, weil diese 1849 versteigert und in alle Winde verstreut wurden. Einzig im Maurischen Salon und Maurischen Zimmer ist noch die ursprüngliche Ausstattung vorhanden. Die beiden Räume ließ Dumas einrichten, nachdem er von einer Nordafrika-Reise zurückgekehrt war. Die Stuckwände und -decken mit eingeritzten Arabesken wurden von Künstlern gestaltet, die auch für den Bei von Tunis arbeiteten. Der ursprünglich einfache Holzboden ist in den 1980er Jahren durch bunte Keramikfliesen ersetzt worden. Zur selben Zeit wurden die Buntglasfenster des Salons restauriert.
Südwestlich des Hauptgebäudes steht etwa 200 Meter entfernt das sogenannte Château dʼIf, ein kleiner neogotischer Bau auf einer Insel in einem kleinen Teich. An seiner Südost-Ecke besitzt er einen Treppenturm. Die Fassade ist mit Tafeln geschmückt, in welche die Titel von 88 Werken Dumasʼ eingraviert sind. Das Gebäude diente dem Schriftsteller als Arbeitsbereich. Es ist heute über eine steinerne Brücke zu erreichen, die eine frühere Zugbrücke ersetzte.